# Franz Tausch-Treml
Franz Tausch-Treml (geboren 10. Juli 1901 in Rehberg-Schätzenreith, Österreich-Ungarn; gestorben 30. Juli 1986, Geburtsname Franz Treml, Pseudonym Franz Tausch) war ein  Politiker der Deutschen sozialdemokratischen Arbeiterpartei in der Tschechoslowakischen Republik (DSAP) und  später in Deutschland der SPD.

## Leben und Beruf
Franz Treml war ein Sohn des Landwirts Christian Treml und seiner Frau Berta, er hatte 11 Geschwister. Er besuchte die Handelsschule in Pilsen. Er arbeitete seit 1923 als Angestellter bei der Sudetendeutschen Sozialdemokratischen Partei (DSAP). Er war bis 1926 als Parteisekretär in Staab bzw. Pilsen tätig und wirkte von 1927 bis 1938 als Redakteur beim DSAP-Organ Adlergebirgsbote in Landskron. Nach der Machtübernahme der Nationalsozialisten im Sudetenland emigrierte er 1938 nach London, wo er bis zum Ende des Zweiten Weltkrieges, an dem er 1944/45 als Soldat auf britischer Seite teilnahm, verblieb.
Treml siedelte Ende 1945 nach Deutschland über, ließ sich in Berlin nieder und übte dort unter dem Pseudonym Franz Tausch den Beruf des Dolmetschers und Übersetzers aus. Seit 1946 arbeitete er als außenpolitischer Redakteur bei der Berliner SPD-Zeitung Der Sozialdemokrat, deren Chefredakteur er von 1947 bis 1950 war. Anschließend war er als Angestellter beim Berliner Senat beschäftigt.

## Partei
In der Tschechoslowakei hatte Tausch-Treml sich der DSAP angeschlossen. Nach seiner Emigration war er Mitglied im Exilvorstand der Partei in London. 1946 trat er in Berlin der SPD bei.

## Abgeordneter
Als Berliner Abgeordneter gehörte Tausch-Treml dem Deutschen Bundestag vom 25. Juni 1957, als er für den ausgeschiedenen Abgeordneten Josef Grunner nachrückte, bis zur Bundestagswahl 1957 an.